# Dasiops chotanus
Dasiops chotanus är en tvåvingeart som beskrevs av Korytkowski 1971. Dasiops chotanus ingår i släktet Dasiops och familjen stjärtflugor.
Artens utbredningsområde är Peru. Inga underarter finns listade i Catalogue of Life.